# Lee Sun-bin
Lee Sun-bin (이선빈?, I Seon-binLR, Yi SŏnbinMR), pseudonimo di Lee Jin-kyung (이진경?, I JingyeongLR, Yi ChingyŏngMR; Cheonan, 7 gennaio 1994), è un'attrice ed ex cantante sudcoreana.
Dal 2009 al 2012 ha fatto parte del girl group K-pop JQT; successivamente ha lavorato come modella ed è apparsa in alcuni video musicali. Ha cominciato a recitare nel 2014 nella serie storica cinese Shū shèng Wáng Xīzhī. Dopo un ruolo di supporto in Madame Antoine, ha raggiunto la popolarità grazie a 38sagidongdae (2016).

## Filmografia

### Cinema
- Goodbye Single (굿바이 싱글?), regia di Kim Tae-gon (2016)
- Gunghap (궁합?), regia di Hong Chang-pyo (2018)
- Changgwol (창궐?), regia di Kim Sung-hoon (2018)
- Sarajin sigan (사라진 시간?), regia di Jung Jin-young (2020)
- Okay! Madam (오케이! 마담?), regia di Lee Chul-ha (2020)
- Mission: Possible (2021?), regia di Kim Hyung-joo (2021)
- Gonggisar-in (공기살인?), regia di Jo Yong-sun (2022)

### Televisione
- Shū shèng Wáng Xīzhī (书圣王羲之S) – serie TV (2014)
- Madame Antoine (마담 앙트완?) – serie TV (2016)
- Ttanttara (딴따라?) – serie TV, episodio 4 (2016)
- L'altra! Oh Hae-young (또! 오해영?) – serie TV (2016) – cameo
- 38sagidongdae (38사기동대?) – serie TV (2016)
- Entourage (안투라지?) – serie TV, episodio 13 (2016)
- Missing 9 (미씽나인?) – serie TV (2017)
- Criminal Mind (크리미널 마인드?) – serie TV (2017)
- Sketch (스케치?) – serie TV (2018)
- Widaehan show (위대한 쇼?) – serie TV (2019)
- Beon-oesusa (번외수사?) – serie TV (2020)
- The Uncanny Counter (경이로운 소문?) – serie TV, episodi 1, 3 (2020)
- Work Later, Drink Now (술꾼도시여자들?) – serie TV (2021-2022)
- Jirisan (지리산?) – serie TV, episodi 15-16 (2021)
- Seongsureo-un idol (성스러운 아이돌?) – serie TV, episodio 5 (2023)
- Sonyeosidae (소년시대?) – serie TV (2023)
- The Potato Lab (감자연구소?) – serie TV (2025)

## Riconoscimenti
- Asia Model Festival[7]
  - 2023 – Premio popolarità (attrici)
- MBC Drama Award[8]
  - 2017 – Miglior nuova attrice per Missing 9